# Stadio polisportivo de Pueblo Nuevo
Lo stadio polisportivo de Pueblo Nuevo (in spagnolo Estadio Polideportivo de Pueblo Nuevo) è un impianto calcistico di San Cristóbal (Venezuela).
Noto in Venezuela come el Templo Sagrado del fútbol venezolano ("il tempio sacro del calcio venezuelano"), è la sede tradizionale delle gare casalinghe della nazionale vinotinto ed ospita le gare interne del Deportivo Táchira, uno dei più popolari club calcistici venezuelani.
Edificato nel 1976, ospitò quale gara inaugurale un'amichevole tra il Deportivo Táchira e i colombiani del Deportivo Cali, in cui fu messa in palio la Copa Presidente de la República.
Nel 1979 la nazionale venezuelana scelse il Polideportivo per disputare le due gare interne dell'edizione di Copa América di quell'anno, disputata senza Paese organizzatore ma in gare di andata e ritorno nei vari Stati sudamericani. Il 1º agosto il Venezuela sbarrò la strada alla ben più quotata Colombia (0-0 il risultato finale), facendo altrettanto una settimana dopo (1-1) contro il Cile futuro finalista.
Nel 2006 il Polideportivo è stato ristrutturato, in vista della Copa América 2007, e re-inaugurato con un'amichevole tra la nazionale venezuelana e quella dei Paesi Baschi.
Della rassegna calcistica sudamericana "el Templo Sagrado del Fútbol Venezolano" ha ospitato il 26 giugno la cerimonia di apertura, seguita dal match tra Venezuela e Bolivia, finita 2-2. Quattro giorni dopo è stato teatro di altre due gare valide per il gruppo A, Uruguay-Bolivia (1-0) e Venezuela-Perù, vinta 2-0 dai vinotintos tra il tripudio del pubblico.
Il 7 luglio si è giocato al Polideportivo il quarto di finale tra Venezuela e Uruguay: i padroni di casa sono stati battuti nettamente dai platensi per 4-1, tra gli applausi, tuttavia, del pubblico di San Cristóbal, in onore dei vinotintos che mai avevano superato il primo turno di Copa América.

## Curiosità
Nel corso della sua storia il Polideportivo è stato anche lo stadio di casa di altri due club oggi scomparsi, l'Atlético San Cristóbal e il Nacional Táchira.
Il primo, fondato nel 1980, si fuse col Deportivo nel 1986, formando l'Unión Atlético Táchira: pochi anni dopo, però, la dirigenza decise di restaurare l'antico e glorioso nome di "Deportivo Táchira".
Nel 1996 alcuni "nostalgici" dell'Atlético fondarono il Nacional Táchira. In vista della stagione 2001-02 il nuovo club si spostò nel vicino centro di Colón e vinse subito il titolo nazionale. Ma di lì a poco il Nacional scomparve dalla scena calcistica per problemi finanziari, non riuscendo neppure a ripresentarsi in campo per la stagione 2002-03 per difendere il titolo.

## Galleria d'immagini

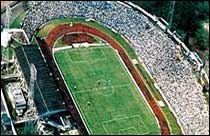
Il Polideportivo de Pueblo Nuevo prima della ristrutturazione del 2006
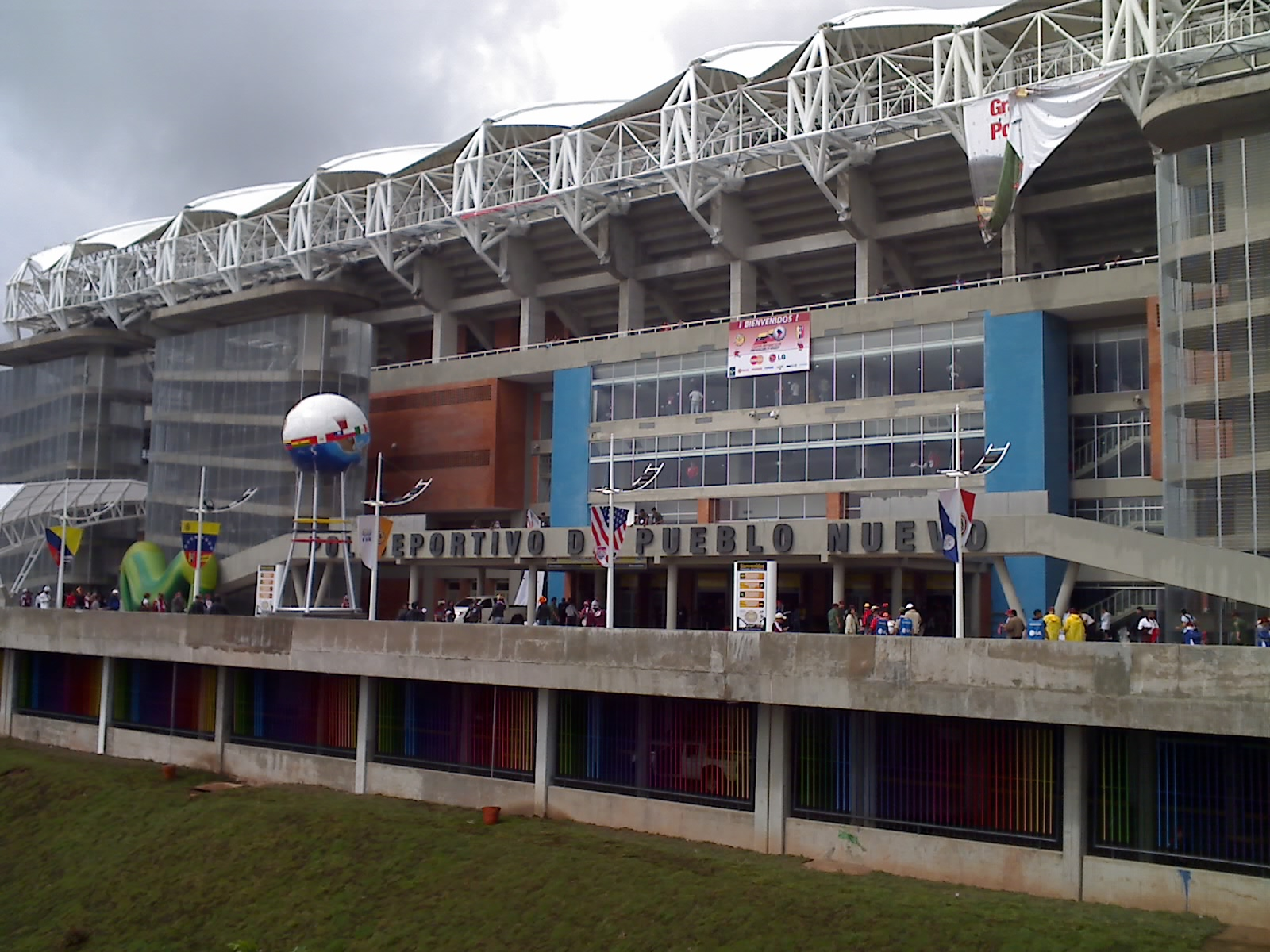
L'ingresso dello stadio
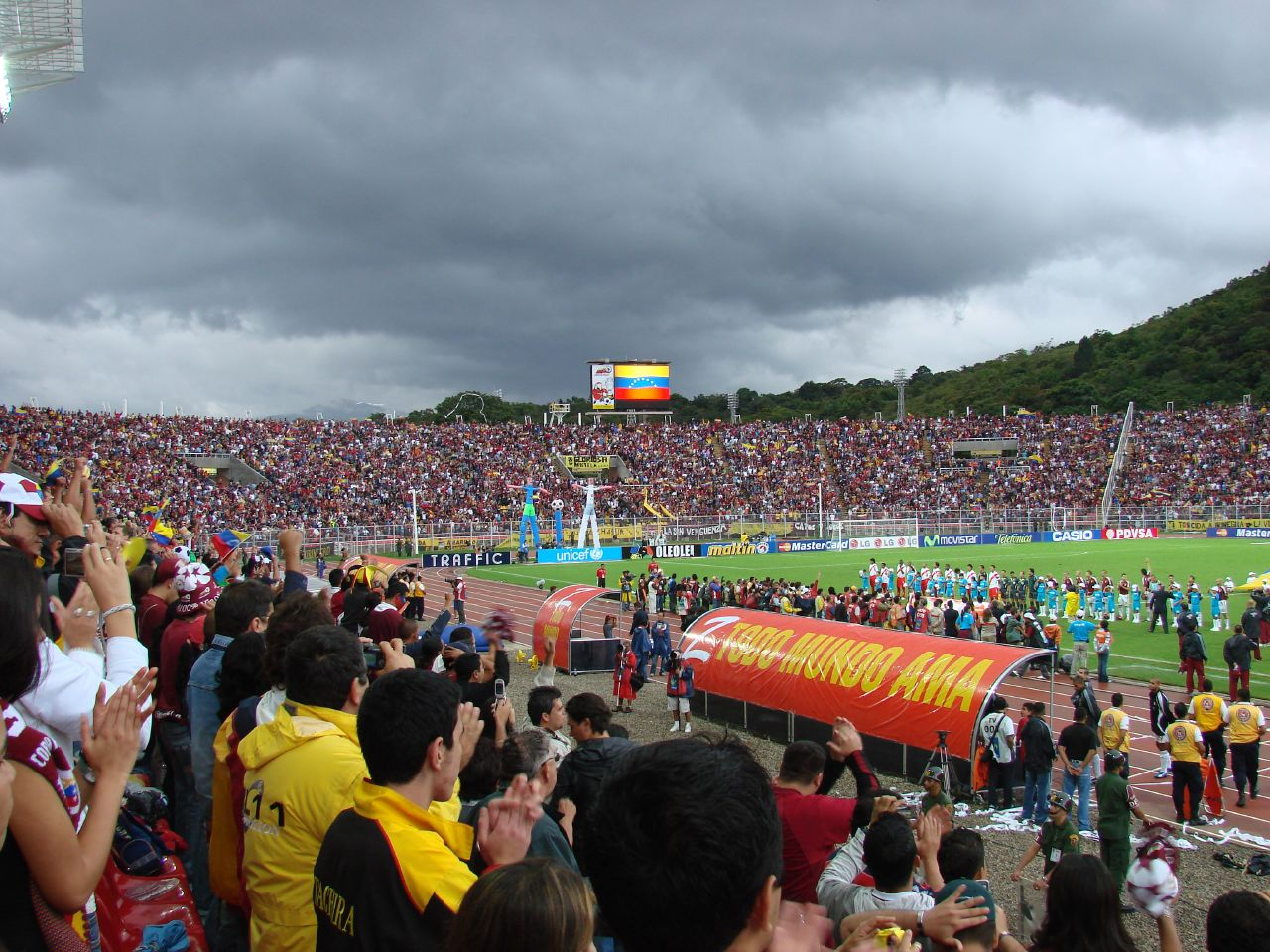
Gli spalti gremiti dai tifosi vinotintos prima della partita di Copa América 2007 tra Venezuela e Perù